# ウィリアム・ウォーカー

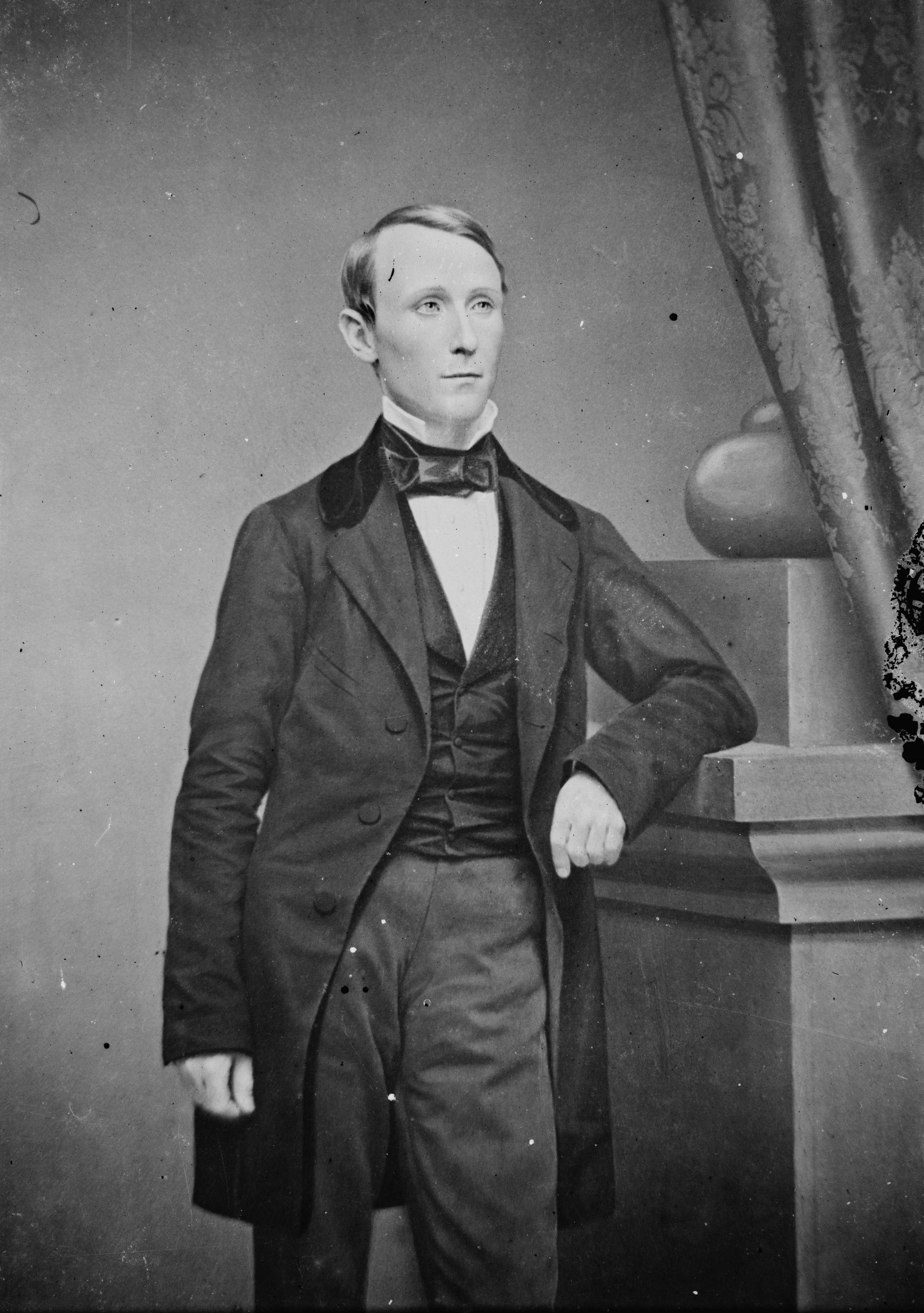
ウィリアム・ウォーカー

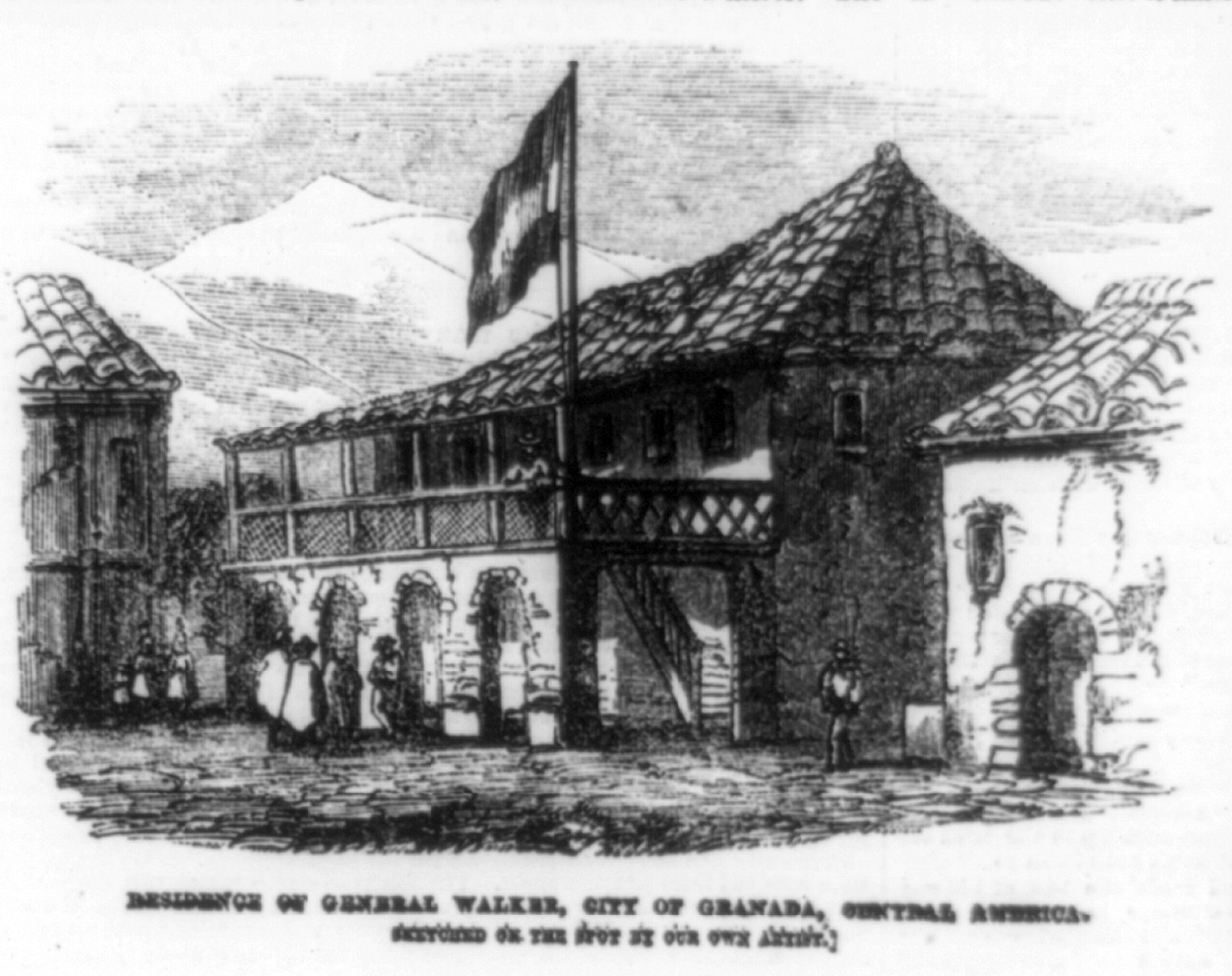
グラナダのウォーカー宅

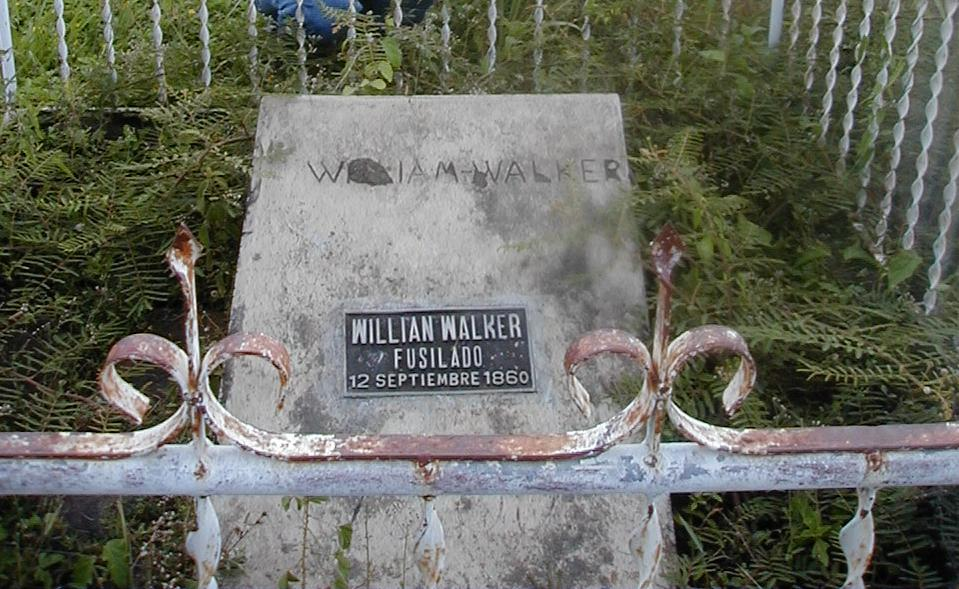
トルヒーヨにあるウォーカーの墓

ウィリアム・ウォーカー（William Walker、1824年5月8日 - 1860年9月12日）は、アメリカのフィリバスター、冒険家、傭兵。ニカラグア大統領（在任期間1856年 - 1857年）。

## 経歴
テネシー州ナッシュビル出身。14歳でナッシュビル大学を卒業すると19歳でペンシルベニア大学で医学を修め、医師資格を修得している。その後、ヨーロッパで医学を学び続けたが、他の学問にも関心を持っていた。
19世紀半ば、アメリカでは領土拡張の機運が高まっており、ウォーカーも”自らの国を持つ”という野心から、1853年、45人の部下を従えてメキシコ領内に攻め込み、バハ・カリフォルニア半島にロウアー・カリフォルニア共和国、次いで1854年にソノラにソノラ共和国の成立を勝手に宣言した。これはアメリカとメキシコの軍隊によって鎮圧され、ウォーカーも捕らえられたが、すぐに釈放されている。
同じ1854年12月、ウォーカーはニカラグアの自由党から中米連邦崩壊以前から断続的に続いていた保守党派との内戦を終結させるための援軍を求められ、翌1855年6月に57人の部下を従えてニカラグアに上陸した。ウォーカー軍は快進撃し、10月にはグラナダを占領して自由党の政治家パトリシオ・リバスを大統領に据える。ウォーカー自身は軍の最高司令官になり、実権を掌握した。しかし、当時ニカラグアはパナマと並んで中米地峡における運河建設の候補地であり、これを巡ってウォーカーはリバスと対立するようになる。1856年、ウォーカーは自ら大統領選挙に出馬して当選すると、すぐに生まれ故郷であるアメリカ南部の制度にならって黒人奴隷制を復活させた。さらにアメリカ人が土地を所得しやすくなる法律を公布し、英語を公用語にして、ニカラグアをアメリカ南部を中心にした環カリブ海帝国を建設するための拠点にしようとした。

彼が制定したニカラグア国旗

こうした動きに不安を感じた近隣の中米諸国は軍隊を集結させ（国民戦争）、イギリスやヴァンダービルト財閥もウォーカーに敵対する構えを見せた。またこうした政策に反発したニカラグア国内の反ウォーカー勢力も結集した結果彼は追放されるが、その際にグラナダに放火するという蛮行に走っている。
ウォーカーはリバスの戦いの後、1857年にコスタリカ軍を中心とした中米連合軍に降伏し、アメリカ海軍に護衛されて帰国した。アメリカ本国では英雄として扱われるが、それでも”自らの国を持つ”夢をあきらめられず1860年に今度はホンジュラスのトルヒーヨに上陸したが現地の協力を得ることができず、隣接する英領ホンジュラス（現ベリーズ）のイギリス海軍に捕らえられた。アメリカでは南北戦争の直前だったこともあって米国民から注目もされないままホンジュラス軍に引き渡され、9月12日に処刑された。36歳没。

## 関連作品
- 映画『ウォーカー』（1987年） - アメリカ映画。エド・ハリス演。ウォーカーの生涯を史実とフィクションを交えながら描いている。